# فرانك لويد
كان فرانك لويد (بالإنجليزية: Frank Lloyd) (في الفترة من 2 فبراير 1886، في غلاسغو، المملكة المتحدة حتى 10 أغسطس 1960 في سانت مونيكا، كاليفورنيا، الولايات المتحدة) مخرج أفلام وكاتب سيناريو ومنتجًا. كان لويد أحد مؤسسي أكاديمية فنون وعلوم الصور المتحركة،  وتولى رئاستها في الفترة من 1934 حتى 1935.
كان فرانك لويد أول اسكتلندي يفوز بجائزة الأوسكار، فضلًا عن دوره الفريد في تاريخ السينما حيث ترشح ثلاث مرات لجائزة الأوسكار في عام 1929 عن عمله في الفيلم الصامت (السيدة المقدسة (The Divine Lady)) والفيلم الصامت (النهر المرهق (Weary River)) والفيلم الناطق (دراج (Drag)). وحصل على جائزة عن فيلمه السيدة المقدسة. وترشح وحصل مرة أخرى على جائزة الإعداد في عام 1933 عن كافالكاد لنويل كوارد (Noël Coward) وترشح لنيل جائزة أفضل مخرج في عام 1935 لفيلمه الأنجح على الإطلاق تقريبًا موتني أون ذا باونتي (Mutiny on the Bounty).
في عام 1957، حصل لويد على جائزة جورج إيستمان التي يمنحها جورج إيستمان هاوس عن عطائه المتميز في فن السينما.

## مجموعة مختارة من أعماله
- الصندوق الأسود (The Black Box) (عام 1915)
- ألسنة الرجال (The Tongues of Men) (عام 1916)
- كود مارسيا جراي (The Code of Marcia Gray) (عام 1916)
- المؤامرة (The Intrigue)(عام 1916)
- أحباء ليتي The Loves of Letty (عام 1919)
- مدام إكس (Madame X) (عام 1920)
- أوليفر تويست (Madame X) (عام 1922)
- الثور الأسود (Black Oxen)(عام 1923)
- صقر البحر (The Sea Hawk)(عام 1924)
- نسر البحر (The Eagle of the Sea) (عام 1926)
- أولاد الطلاق (Children of Divorce) (عام 1927)
- السيدة المقدسة (The Divine Lady) (عام 1929)
- النهر المرهق (Weary River) (عام 1929)
- دراج (Drag) (عام 1929)
- ضربة السوط (The Lash) (عام 1930)
- كافالكاد (Cavalcade) (عام 1933)
- هوب-لا (Hoop-La) (عام 1933)
- موتني أون ذا باونتي (Mutiny on the Bounty) (عام 1935)
- تحت رايتين (Under Two Flags) (عام 1936)
- ويلز فارجو (Wells Fargo) (عام 1937)
- خادمة سالم (Maid of Salem) (عام 1937)
- لو كنت ملكا (If I Were King) (عام 1938)
- ملوك البحر (Rulers of the Sea) (عام 1939)
- فيلم هاواردز أوف فيرجينيا (The Howards of Virginia) (عام 1940)
- للأبد ويومًا (Forever and a Day) (عام 1943)
- دماء على صفحة الشمس (Blood on the Sun) (عام 1945)
- الأمر الأخير (The Last Command) (عام 1955)

## وصلات خارجية
- فرانك لويد على موقع IMDb (الإنجليزية)
- فرانك لويد على موقع الموسوعة البريطانية (الإنجليزية)
- فرانك لويد على موقع روتن توميتوز (الإنجليزية)
- فرانك لويد على موقع ألو سيني (الفرنسية)
- فرانك لويد على موقع تيرنر كلاسيك موفيز (الإنجليزية)
- فرانك لويد على موقع أول موفي (الإنجليزية)
- فرانك لويد على موقع قاعدة بيانات الأفلام السويدية (السويدية)
- فرانك لويد على موقع إن إن دي بي (الإنجليزية)
- فرانك لويد على موقع قاعدة بيانات الفيلم (الإنجليزية)
- فرانك لويد على موقع كينوبويسك (الروسية)
- Frank Lloyd Films website نسخة محفوظة 19 سبتمبر 2013 على موقع واي باك مشين. includes additional biographical information
- فرانك لويد على موقع فايند أغريف

قالب:ذرة أعلام الولايات المحدة